# 낯선 상황
낯선 상황(The Strange Situation) 또는 낯선상황절차(Strange Situation Procedure)는 메리 에인스워스(Mary Ainsworth)가 1970년대에 아동들의 애착을 관찰하기 위하여 고안한 절차(procedure)로서, 양육자와 아이의 관계를 나타낸다. 9살과 18개월 사이 아동들에게 적용된다. 흔히, 애착 유형(attachment styles)은 안정형(secure)과 불안정형(insecure)(양가형ambivalent과 회피형avoidance)으로 나뉜다. 이후, 메리 메인(Mary Main)과 남편 에릭 헤세(Erik Hesse)는 제3의 범주인 혼란형(disorgnized)을 제시하였다. 이 절차는 애착 이론(attachment theory) 발전에 중요한 역할을 하였다.

## 구조측정
낯선 상황 절차에서, 아이는 21분동안 놀이를 하고 양육자와 낯선사람(stranger)은 아이가 노는 방을 들어왔다가 나가는 형태로, 아동들의 삶에서 나타나는 익숙하고 익숙하지 않은(familiar and unfamiliar) 현상의 흐름을 재연하는 것이다. 상황에서 다양한 긴장상태(stressfulness)가 나타나며, 이에 따른 아이의 반응을 관찰한다. 아이는 다음과 같은 상황을 경험한다.
1. 부모와 아이는 실험실로 들어간다.
2. 부모와 아이만 남는다. 부모는 아동이 탐색하는 것에 관여하지 않는다.
3. 낯선사람이 들어와서 부모와 이야기하며, 아이에게 다가간다. 부모는 눈앞에서 방을 나간다.
4. 첫번째 분리 삽화(First separation episode) : 낯선이의 행동이 아이의 행동과 맞물린다.
5. 첫번째 재회 삽화(First reunion episode) : 부모는 아이를 맞이하고(greet) 위로한 후에 다시 나간다.
6. 두번째 분리 삽화(Second separation episode) : 아이는 혼자 남는다.
7. 두번째 분리 삽화의 연속(Continuation of second separation episode) : 낯선사람이 들어와서 아이의 행동과 맞물린다.
8. 두번째 재회 삽화(Second reunion episode) : 부모가 들어오고 아이를 맞이해주며 아이를 달랜다. 낯선사람은 눈앞에서 나간다.

이 절차에서 다음과 같은 네 가지 행동 양상이 관찰된다.
1. 절차동안 아이가 행한 탐색의 정도(새로운 장난감을 가지고 노는 것 등)
2. 양육자가 방을 나가는 것에 대한 아이의 반응
3. 아이가 낯선사람과 남겨졌을 때 낯선사람에 대한 불안 정도
4. 양육자와의 재결합 시에 보인 아이의 행동

아이의 행동에 기반하여, 아이들은 세 그룹으로 분류되었으며 이후 4번째 범주가 추가되었다. 각 그룹들은 다른 유형의 양육자와의 애착 관계를 반영하였다.

## 애착의 네 유형

### 안정형(Secure)(B)
엄마에게 안정적으로 애착된 아이는 양육자가 있는 상황에서 자유롭게 탐색하고 놀면서, 탐색의 출발점이 되는 '안정적인 기반(secure base)'으로서 엄마를 이용한다. 아이는 양육자가 있는 상황에서 낯선사람과도 잘 지내며, 양육자가 떠날 때 확실히 당황하지만 양육자가 돌아오면 행복해 한다. 아이는 양육자가 이용가능하다는(available) 것에 확신을 얻으며, 애착 욕구와 의사소통에 반응할 것이다.
안정 애착 유형 아동은 위급할 때 자신들이 돌아갈 안정적인 기반이 있다는 것을 알고 있는 경우, 가장 활발하게 탐색할 수 있다. 도움이 주어지면 안정감을 강화하고 엄마의 도움이 유용하다는 것을 인지하면서, 앞으로 같은 문제를 대처할 방법을 아이에게 가르치게 된다. 따라서 안정 애착은 위협적이지 않은 환경에서 자원을 배우고 활용하는데 있어서 가장 적응적인 애착 유형이라고 할 수 있다. 애착 연구자들에 따르면, 엄마가 이용가능하고 반응을 잘하고 적절한 방식으로 아이의 욕구를 충족시킬 수 있을 때, 아이는 안정적으로 애착하게 된다. 또다른 연구에서는 아이의 애착에 관한 또다른 결정인자들이 있으며, 부모의 행동도 아이의 행동에 영향을 받게 된다는 것이다.

### 불안-회피, 불안정(Anxious-avoidant, insecure)(A)
불안-회피 불안정 애착 유형의 아동은 양육자를 피하거나 무시하며, 양육자가 실험실을 나가거나 들어올 때 감정이 거의 드러나지 않는다. 아이는 누가 있든 탐색활동을 많이 보이지 않는다. 불안-회피 유형 아동은 1970년대 초기까지 수수께끼였다. 이들은 분리에도 괴로워하지 않고 양육자가 돌아오는 것을 무시하는 유형(A1 하위유형)이거나, 양육자를 무시하거나 외면하는 경향을 가지고 부모에게 접근하는 유형(A2 하위유형)이었다. 애인스워스와 벨(Bell)은 회피유형 아동의 침착한 행동은 사실 고통을 가리는 마스크라는 것을 이론화하였다. 이 가설은 이후에 회피 유형 아동의 심장박동수 연구를 통하여서 증명되었다.
애인스워스의 서술 기록에 따르면, 애착행동의 거절을 경험한 이력이 있는 경우, 아이는 스트레스를 주는 낯선상황절차(Strange Situation Procedure)에서 양육자를 회피하였다. 아이의 욕구는 빈번히 충족되지 못하였고, 아이는 욕구를 표현한다 해도 양육자에게 아무런 영향을 주지 않는다고 믿었다. 애인스워스의 학생인 메리 메인은 애착욕구에 대한 중요성을 그다지 강조하지 않으면서도, 낯선상황절차에서의 회피 유형 행동은 '엄마의 거절이라는 조건 하에, 어떠한 접근도 가능하다는 것을 허용하는 역설적인 조건 전략(conditional strategy)'이라고 이론화하였다. 메인은 회피는 양육자가 자신의 욕구에 계속해서 반응하지 않는 영아에게 있어 두 가지 기능을 가진다고 하였다. 첫번째, 회피 행동은 아이가 양육자에게 조건적인 접근을 유지하게 한다. 즉, 양육자의 보호를 유지할 정도로는 가깝지만 거절을 피할 정도로 멀다. 두번째, 회피 유형 행동을 조직하는 인지적 과정(cognitive process)은 양육자와의 친밀함을 바라는 욕구가 충족되지 못한 것에서 관심을 다른 곳으로 돌리는데 유용하다. 즉 아이가 '비조직화된 고통(disorganized distress)'이라는 감정에 압도당하여 자신을 통제할 수 없게 되고 조건적 접근마저 달성하지 못하는 상황을 회피하는 것이다.

### 불안-양가/저항, 불안정(Anxious-ambivalent/resistant, insecure)(C)
불안-양가/저항 유형 아동은 분리 전부터 불안을 보이며, 양육자가 돌아오는 상황에서도 달라붙어 안정을 찾기 어렵다. 이들은 붖에 대한 반응으로서 분노의 신호를 보이거나(C1 하위유형), 무기력한 수동성의 신호를 보였다(C2 하위유형). 한스(Hans) 등은, 애인스워스의 애착 유형들 중에서 양가적 애착 유형이 가장 이해하기 어렵다는 우려를 표하였다. 특히 양가/저항(C)과 비조직화(disorganization)(D) 유형 간의 관계는 앞으로 명확하게 해야 할 과제로 남아 있다. 그러나 연구자들은 불안-양가/저항 전략이 양육자의 반응이 예측하기 어려운 것에 대한 반응으로서 나온 것이며, 양육자가 재결합할 때에 보여주는 분노나 무기력함은 예방적으로 관계를 통제함으로써 양육자를 이용가능한 상태로 유지하려는 조건 전략으로 취급된다.

### 비조직화/혼돈형(Disorganized/disoriented)(D)
애인스워스는 모든 영야의 행동을 위의 세 가지 유형으로 분류할 수 없다는 사실을 처음 발견하였다. 애인스워스와 동료들은 어깨를 웅크리거나 두 손을 목뒤에 두고 강하게 고개를 끄덕이는 것과 같은 강렬한 동작을 관찰한 적이 있었다. 애인스워스 등은 "이러한 동작들은 낯선상황절차 중 분리 에피소드(seperation episodes)에서 주로 발생하기도 하며 보통 울기 직전에 보이기에, 이러한 강렬한 동작들은 확실히 스트레스를 의미한다고 보았다. 사실 우리 가설에서는 아이들이 울음을 제어하려는 시도를 할 때 이런 동작들이 발생한다는 것이다. 왜냐하면 울음이 터지게 되면 이런 동작들은 사라지기 때문이다."라고 보았다. 이러한 관찰은 애인스워스의 학생들의 박사학위논문에서도 보인다. 크리텐덴(Crittenden)의 경우, 자신의 박사학위논문 샘플에 포함된 학대받은 영아 한 명은, 낯선상황에서의 행동이 회피도 양가도 없었기에 안정형(B)으로 분류되었다. 아이는 그저 스트레스와 관련된 전형적인 행동인 고개를 끄덕이는 행동을 낯선 상황 내내 보여주었다. 그러나 이러한 행동은 아이의 스트레스 정도를 보여주는 단서에 불과하였다.
A,B,C유형과는 모순된 유형의 행동 기록들에 의지하면서, 네번째 유형은 애인스워스의 학생 메리 메인이 추가한 것이었다. 낯선 상황에서 애착 체계(attachment system)는 양육자가 방을 나가고 나서 돌아오는 것을 통해서 활성화되는 것으로 보인다. 영아의 행동이 양육자와의 친밀함 혹은 관련된 친밀함을 달성하기 위하여 에피소드 내내 부드러운 방식으로 조정된다고 관찰자에게 비춰졌다면, '비조직화'로서 분류되는데 왜냐하면 이는 공포 등에 의하여 애착 체계가 혼란스러워지거나 과도해지는 것(flooding)을 의미하기 때문이다. 낯선 상황 프로토콜에서 비조직화/혼돈형으로 분류된 영아의 행동에는 과도한 공포를 드러내는 것도 있어, 모순된 행동이나 동시적 혹은 연속적으로 발생하는 정동(affects)이 관찰되며, 전형적이고 균형잡히지 않으면서 오도된 경련적인 동작들, 혹은 경직되고 눈으로 보기에도 분명한 해리(dissociation)도 나타난다. 그러나 비조직화/혼돈형 행동의 초기 증상에도 불과하고 리옹스-루스(Lyons-Ruth)는 52%의 비조직화 유형 영아들은 양가나 회피 유형 행동 없이 계속해서 양육자에게 접근하고 안정을 찾으려 하며 고통을 멈추려고 한다고 보았다.
연구자뿐 아니라 임상실험자와 정책결정자들도 비조직화 유형 애착에 대하여 점점 관심을 높이고 있다. 그러나 비조직화/혼돈형 애착(D) 유형은 지나치게 포괄적이라는 비판을 받기도 한다. 1990년, 애인스워스는 D 유형에 대하여 환영하는 태도를 보였으나, D 유형을 새롭게 설정하는 것에 대하여 '하위범주가 분류되어야 한다는 의미에서 좀더 열린 결말'이라고 평가하였다. 애인스워스는 D 유형이 지나치게 포괄적이고 지나치게 다양한 유형의 행동을 같은 것으로 다루기 때문에 우려를 표하였다. D 유형은 혼란스러운 안정형 전략을 사용하는 영아들과 애착 행동이 거의 없는 무기력한 영아들을 하나로 묶었다. 또한 양육자를 보면 도망가 숨는 영아들과 첫 재결합에서 회피형 전략을 보이고 두번째 재결합에서는 양가-저항 전략을 보이는 영아들을 같은 것으로 보았다. 이러한 우려에 응한 듯, 조지(George)와 솔로몬(Solomon)은 낯선상황에서의 비조직화/혼란 애착(D)의 지수를 나누어서, 행동 중 일부는 자포자기전략(strategy of desperation)으로, 다른 일부는 애착 체계가 공포나 분노 등으로 인하여 과도해진 것으로 분류하였다. 크리텐덴은 또한 비조직화/혼돈 유형으로 분류된 행동 일부는 회피 혹은 양가/저항 전략의 '긴급' 버전이자, 어느 정도에선 양육자의 보호적 이용가능성(protective availability)을 유지하기 위한 기능으로 봐야 한다고 하였다. 스루프(Sroufe) 등은 접근과 회피가 동시적으로 나타나는 경직(freezing) 등과 같은 비조직화 애착 유형의 행동은 무서울 정도로 엄격하거나 무슨 생각을 하는지 알 수 없는 부모를 대면할 때, 어느 정도의 친밀성을 갖게 한다고 하였다. 그러나 비조직화의 다양한 지수들이 조직화된 패턴의 모습이라는 추정은 비조직화 개념을 인정하는 것을 막는 건 아니다. 특히 위협이 복잡하고 위험하여 아이들의 반응 능력을 넘어서는 수준에서는 더욱 그러하다.
메인과 헤세는 이러한 아이들의 엄마들은 대부분 출산 전후로 중대한 상실경험이나 트라우마를 겪었으며, 심각하게 우울한 상태에서 반응하였음을 발견하였다. 고등학교 졸업 전에 부모 중 한 명과 사별한 엄마들 중에 56%는 그 결과로서 비조직화 애착 유형을 가진 아이를 낳았다. 이후 연구는 해소되지 못한 상실(unresolved loss)의 중요성을 강조하지만 이러한 발견에 대하여서 인정하였다. 예를 들어, 조지와 솔로몬은 상실 이전의 생애에서 해소되지 못한 상실을 경험하였을 때, 해소되지 못한 상실은 아이와의 비조직화된 애착 유형과 관련되어 있다고 보았다.

## 같이 보기
- 해리 할로우